# 25 هـ
25 هـ هي سنة في التقويم الهجري امتدت مقابلةً في التقويم الميلادي بين سنتي 645 و646.

## مواليد
- يزيد بن معاوية.
- البلتع العنبري من شعراء العصر الأموي.
- عباس بن سهل